# Florian Rotaru
Florian Rotaru (auch Ovidiu Florin Rotaru) war ein rumänischer Kryptograph in der rumänischen Botschaft in Wien und ein übergelaufener Agent im Dienste des Auslandsgeheimdienstes Departamentul de Informații Externe (DIE) bzw. Centrul de Informații Externe (CIE) der Sozialistischen Republik Rumänien.  Er war für die verschlüsselte Nachrichtenübermittlung nach Bukarest zuständig und tauchte am 23. November 1980 mit 50 kg Geheimdokumente unter. Er übergab diese kurze Zeit später zunächst dem BND, der das Material an die CIA weiterleitete. Rotaru übersiedelte in die USA.

## Geheimdienstskandal in Österreich
Zwei Monate danach gab die CIA Details bekannt, die zum Abzug dreier enttarner Agenten aus der rumänischen Botschaft führten. Die weitere Auswertung ergab, dass hohe österreichische Beamte Informanten des rumänischen Geheimdienstes Securitate in der Wiener Stapo (damals offiziell: Polizeiabteilung I) waren. Genannt wurden der Abteilungsinspektor Josef Czernanski (Kodename: Costea), sowie der Leiter der Fremdenpolizei Hofrat Edgar Berger. Die österreichische Tageszeitung Kurier berichtete am 30. Jänner 1981 darüber, ebenso Die Presse, sowie das deutsche Wochenmagazin Der Spiegel. Dabei wurde der Name „Florian Rotaru“ genannt. Auch in der New York Times erschien eine kurze Nachricht mit diesem Name. Rumänische Quellen nannten „Ovidiu Florin Rotaru“. Später wurden die Anschuldigungen auf Franz Ehrenreich ausgeweitet, der persönlicher Sicherheitschef und Leibwächter des damaligen Bundeskanzlers Bruno Kreisky war.
In der Folge wurden insgesamt 12 österreichische Funktionäre genannt, sowohl aus dem Polizeiapparat, wie auch aus dem Justiz- und dem Unterrichtsministerium. Nach österreichischer Gesetzgebung war jedoch nur dann eine Geheimdiensttätigkeit illegal, wenn sie explizit gegen die Republik Österreich gerichtet war. Dennoch entstand für die österreichischen Geheimdienste ein Image- und Vertrauensverlust gegenüber den NATO-Diensten, der nur wenige Monate später im Juni 1981 durch eine Affäre um den Tschechen Josef Hodic weiter angetrieben wurde. Im Zusammenhang mit der Rotaru-Affäre wurde im März 1981 ein hochrangiger österreichischer Polizeichef seines Amtes enthoben.
Drei Jahre später konnten dem rumänischen Diplomaten Constantin Constantinescu durch die Rotaru-Dokumente Verbindungen zum internationalen Terroristen Carlos nachgewiesen werden, der einen Bombenanschlag auf Radio Free Europe verübt hatte. Constantinescu und fünf weitere rumänische Diplomaten mussten im März 1984 aus der rumänischen Botschaft in Bonn abgezogen werden, 10 Tage vor dem Staatsbesuch Nicolae Ceaușescus in der BRD.
Danach brach die Berichterstattung im Zusammenhang mit den Rotaru-Dokumenten ab. Es ist zu vermuten, dass der übergelaufene rumänische Agent unter anderem Namen in den USA weiter lebte.